# Суон, Чарльз
Чарльз Суон (англ. Charles Swan) (умер в 1690 году) — английский капитан, который был вынужден стать пиратом.

## Биография

### Первые пиратские набеги
Капитан Суон под давлением собственной команды был вынужден поднять на своём корабле пиратский флаг в 1680-х. Тем не менее, он продолжал писать письма в Лондон владельцам его корабля «Cygnet» и организаторам этой экспедиции, прося их ходатайствовать перед королём Англии Яковом II и получить его прощение (хотя к тому моменту Суон ограбил практически всё побережье Южной Америки).
Он был руководителем нападения на Пайту в 1684 году, которую он с раздражением сжег после того, как оказалось, что в городе нет никакой добычи. 25 августа 1685 года он отделился от своих союзников Питера Харриса и Эдварда Дэвиса, и поплыл на север к побережью Мексики, но был встречен небольшим успехом. Он захватил город Санта Пекак, но потерял пятьдесят пиратов при испанской контратаке, включая Бэзила Рингроза.

### Переход черезТихий океан
31 марта 1686 года он намеревался перейти через Тихий океан и заманить в засаду манильский галеон, полный сокровищ, но не сумел перехватить судно. Из-за неудачного нападения на Санта Пекак у пиратов осталось мало провизии, и к тому времени, когда они достигли бы своей цели, команда составляла заговор, чтобы съесть офицеров «Cygnet», как только судно пересекло бы Тихий океан (начав с капитана). Суон, как сообщают некоторые источники, отметил, что худощавый Уильям Дампир был бы слишком лёгкой закуской; сам капитан же был толстым человеком. Они достигли острова Гуам, не прибегая к людоедству, и смогли пробиться к Султанату Минданао. Высокомерие Суона и непокорность его подчинённых очень скоро испортили их хорошие отношения с местным правителем, раджой Лотом; и когда капитан попытался самовольно покинуть пост капитана на галеоне, его матросы подняли мятеж.

### Кончина
Он сумел сэкономить пять тысяч фунтов (по закону, это была доля организаторов экспедиции) от мятежников и остался в Минданао, став офицером в армии Лота; но в 1690 году он попытался сбежать назад в Англию на голландском судне с деньгами. Войны Лота устроили за ним погоню, догнали его, опрокинули его лодку и закололи в воде копьями.